# Golfo di Marinella
Marinella (così chiamata la spiaggia) è un golfo situato a pochi chilometri dal borgo turistico di Porto Rotondo, nel territorio comunale di Olbia, Sardegna nord-orientale, costituito da una lunga spiaggia di sabbia fine.
È una baia adibita al diporto nautico; nel golfo sono presenti due porticcioli, porto Marana, che ricade nel territorio comunale di Golfo Aranci, e Palumbalza. La baia, grazie al proprio orientamento, è riparata dal maestrale, vento predominante in Sardegna, e dai venti del terzo e quarto settore della rosa dei venti.